# Jörgerbad

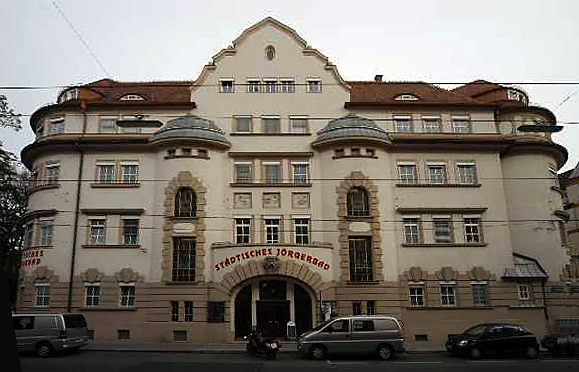
lázně Jörgerbad

Jörgerbad v 17. vídeňském městském okrese Hernals jsou nejstarší ze stávajících vídeňských krytých lázní a první kryté lázně v majetku města Vídně.

## Historie
Jörgerbad byly postaveny mezi lety 1912 a 1914 jako vanové, parní a halová plovárna. Dne 22. května 1914 je otevřel tehdejší starosta Vídně Richard Weiskirchner a nazval je „Lázně císaře Františka Josefa". Název „Jörgerbad" obdržely lázně teprve po zániku Rakousko-Uherské dunajské monarchie na adrese Vídeň, Jörgerstraße 42-44.
Neběželo jen o první kryté lázně ve Vídni, ale byla to poprvé stavba ve Vídni, která respektovala přání a potřeby vídeňských dětí. Bylo zde poprvé zrušeno dělení podle pohlaví a umožněno společné koupání celé rodiny. Zařízení nabídlo parní, vanové, venkovní a sluneční lázně i zimní plovárnu a 274 kabinek na převlékání a skříňky na úschovu oděvních svršků.
Architektonicky pozoruhodná je skleněná střecha kryté plovárny, která se dá otevřít na plochu o rozměru 16 x 9 metrů. Stavební místo bylo příliš malé a bazén o délce 33 1/3 metru se nemohl používat pro plavecká utkání, proto došlo k jeho prodloužení na 100 metrů.
Mezi lety 1968 a 1978 byly lázně vzhledově i technicky zmodernizovány a připojeny na teplárenskou síť. V sousedním „Pezzlparku" bylo koupaliště pro děti zakomponováno do „Jörgerbadu", takže je nyní součástí kombinované haly i koupaliště.
V Jörgerových lázních jsou vedle kryté plovárny ještě vanové lázně, sprchové a parní lázně, sauna, skluzavka, možnost nabídky masáží, solária, restaurace a bufet u sauny. Od října do dubna je možnost večerního koupání.